# Yvo de Boer

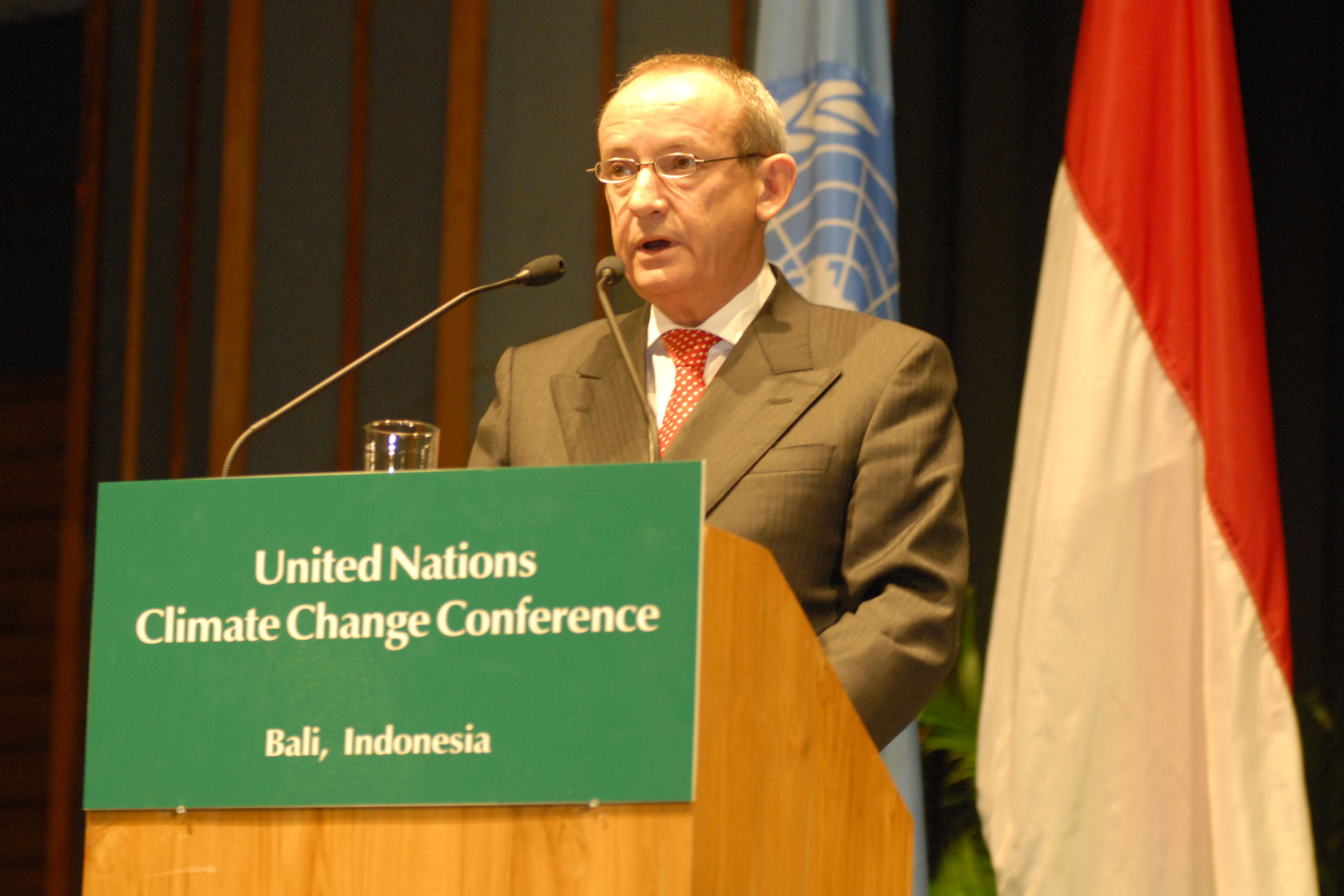
Yvo de Boer

Yvo de Boer (Wenen, 12 juni 1954) is een Nederlands ambtenaar en bestuurder. Hij was van 2006 tot 2010 de secretaris-generaal van het VN-klimaatbureau UNFCCC (United Nations Framework Convention on Climate Change). Hij is de zoon van een Nederlandse diplomaat, werd in Oostenrijk als jongste van drie kinderen geboren en studeerde in Engeland en Den Haag.

## Klimaat
Yvo de Boer werd in 1981 ambtenaar bij het ministerie van Volkshuisvesting, Ruimtelijke Ordening en Milieubeheer (VROM). In 1994 werd hij daar hoofd van de afdeling klimaatverandering. Van dan af kreeg hij nationale en internationale opdrachten die betrekking hadden op het milieu en klimaat, tot hij in 2006 de leiding kreeg van het UNFCCC. In deze functie was hij in 2007 voorzitter van de klimaatconferentie in Bali. Daar kwamen de vertegenwoordigers van 192 landen over een tot het organiseren van de klimaatconferentie in Kopenhagen. Deze had plaats in 2009 en moest de opvolger worden van het Kyoto-protocol, die het reduceren van de CO2-uitstoot diende te regelen.
Begin 2010 kondigde De Boer zijn ontslag aan als hoofd van het klimaatbureau. Hij zou voortaan gaan werken bij KPMG als verantwoordelijke voor het klimaat en duurzame ontwikkeling.